# 石生茶藨子
石生茶藨子（学名：Ribes saxatile）为虎耳草科茶藨子属下的一个种。

## 扩展阅读
- 維基物種上的相關：石生茶藨子